# Alfred Roch Brandowski
Alfred Roch Brandowski (ur. 11 września 1835 w Wilkowyji, zm. 4 czerwca 1888 w Krakowie) – filolog klasyczny, od roku 1865 był profesorem latynistyki na Uniwersytecie Jagiellońskim. Był autorem szeregu publikacji z zakresu filologii klasycznej i humanizmu polskiego. Członek Akademii Umiejętności. Jego uczniami byli między innymi Jan Czubek i Bronisław Kruczkiewicz. Pochowany na cmentarzu Rakowickim w Krakowie. Ojciec Stanisława Brandowskiego, dziadek Teodora. Posiada epitafium ufundowane przez uczniów w Kościele św. Anny w Krakowie

## Literatura dodatkowa
- Wincenty Ogrodziński: Brandowski Roch Alfred. W: Polski Słownik Biograficzny. T. 2: Beyzym Jan – Brownsford Marja. Kraków: Polska Akademia Umiejętności – Skład Główny w Księgarniach Gebethnera i Wolffa, 1936, s. 386. Reprint: Zakład Narodowy im. Ossolińskich, Kraków 1989, ISBN 83-04-03291-0